# Carl Axel Krawe
Carl Axel Krawe, född 21 september 1886 i Nacka, död 1943, var en svensk målare och tecknare.
Krawe var son till Olof Wilhelm Krawe och Maria Gröndahl samt gift med Anna Maria Elisabet Janson. Han studerade konst vid Severin Nilsons målarskola samt för några konstnärer i Tyskland. Han medverkade i samlingsutställningar på Liljevalchs konsthall några gånger. Som tecknare medverkade han i Kasper och Strix dessutom utförde han illustrationsuppdrag för flera dags- och veckotidningar. Han illustrerade bland annat Jonathan Swifts Gullivers resor 1926 och Pierre Louÿs Aphrodite. Hans konst består av stilleben och landskapsskildringar utförda i olja eller akvarell samt teckningar. Krawe är representerad vid bland annat Stockholms stadsmuseum med målningen Utsikt över Långholmen samt vid Nacka hembygdsförening.